# Evangelische Kirche Habartov

Evangelische Kirche Habartov

Die Evangelische Kirche war die evangelisch-lutherische Gemeindekirche von Habartov (deutsch: Habersbirk) in der Karlsbader Region in Tschechien. Sie gehörte der Evangelischen Superintendentur A. B. Westböhmen, bis 1945 der Deutschen Evangelischen Kirche in Böhmen, Mähren und Schlesien an.

## Geschichte
Gegründet wurde die evangelische Gemeinde von  Habersbirk 1908 als Predigtstelle der Thomaskirche von Falkenau an der Eger, gleichzeitig erfolgte der Bau der evangelischen Kirche mit integriertem Gemeindehaus, das am 12. Dezember 1909 eingeweiht werden konnte. Nach den Plänen des Dresdener Architekten Woldemar Kandler entstand über rechtwinkligem Grundriss ein einfaches Bauwerk von eher villenartigem Aussehen mit hohen Giebeln und einem Halbwalmdach, wobei der Betsaal durch Rundbogenfenster markiert war. Die  Schnittstelle beider Flügel markierte ein einfacher Firstdachreiter. Im Winkel beider Flügel war ein offener Eingangsvorbau eingesetzt.
Nach Auflösung der deutschsprachigen evangelischen Gemeinde infolge der Vertreibung der Deutschen aus der Tschechoslowakei wurde die Kirche 1947 wegen der Erweiterung eines Steinbruchs abgerissen.